# 香雪站 (广州地铁)
香雪站是廣州地鐵六號線的東端終點站，位於中国广东省廣州市黃埔區开创大道荔紅二路口的地底，鄰近萝岗香雪牌坊。2016年12月28日随六号线二期开通而启用。
本站與位於附近的蘿崗車輛段接軌。

## 车站結構

### 車站樓層
本站共有兩層。地面为车站各出入口，附近为開創大道、荔紅二路、萝岗香雪牌坊、蘿崗村、有轨电车地铁香雪站及其它建築。地下一層為站廳；地下二層為6號線月台。
值得一提的是，本站车站色系为淺黄色，是6号线二期车站中没有使用灰綠色作为色系的车站之一。
| 地下一层 | 站廳               | 售票機、客服中心、警务室、安检设施 非付费区通道前往有轨电车地铁香雪站（未启用） |  |  |
| 地下二层 | 2 站台             | █6号线 潯峰崗方向（下站：蘿崗）                                                 |  |  |
|          | 岛式站台（卫生间） |                                                                                 |  |  |
|          | 1 站台             | █6号线 终点站台                                                                 |  |  |

### 站厅

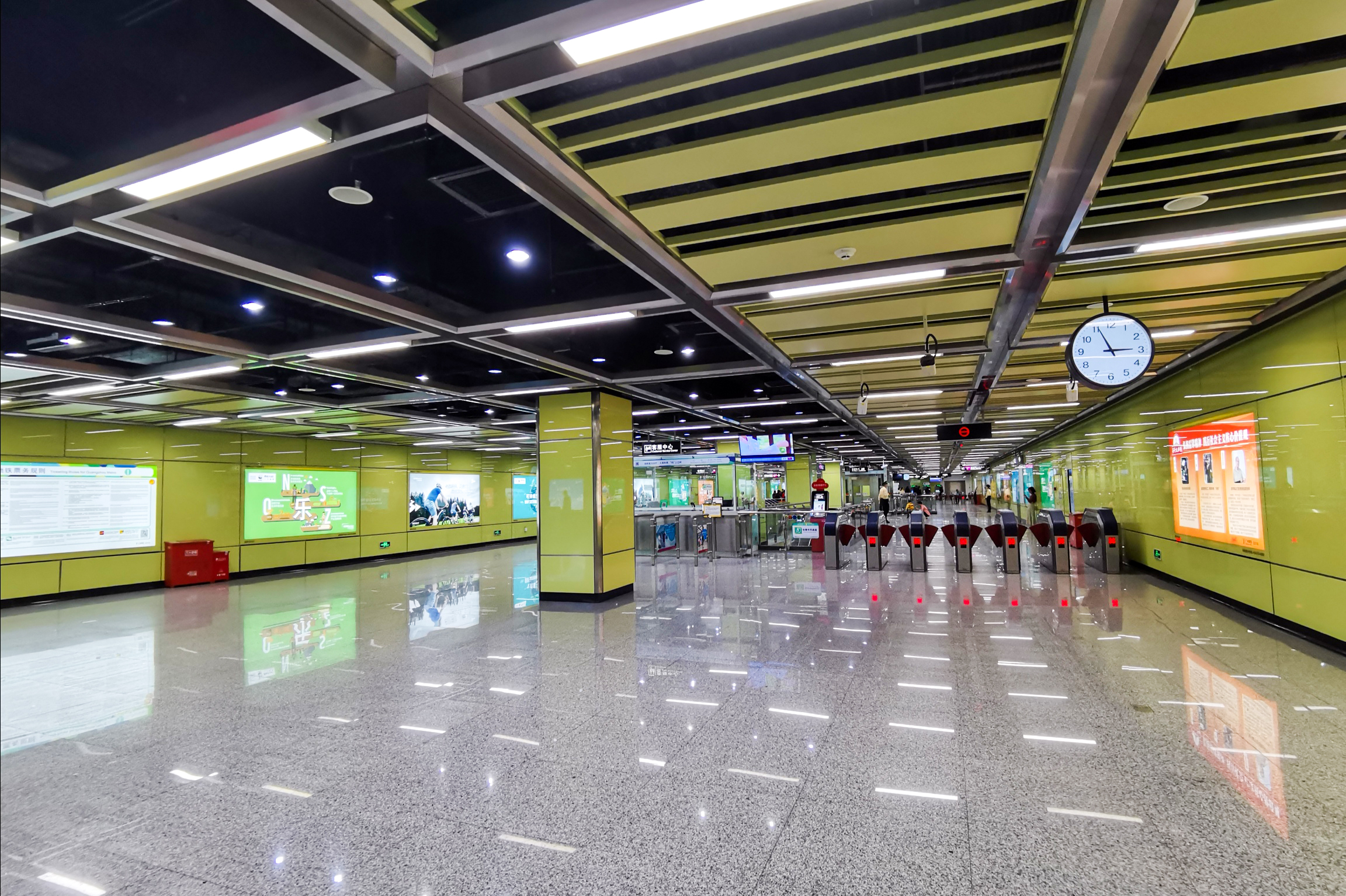
站厅

香雪站站厅設有售票機、自动售卡/充值机、客務中心和便利店、面包糕饼店、自动照相机、自动贩卖机等设施。
为方便行人进出，站厅南侧被划分为收费区，收费区内设有三台扶手电梯、两组楼梯和一台专用电梯专用电梯供乘客来往于站厅及月台层。

### 月台
本站設有一個島式月台，位於開創大道的地底。
本站西端設有一條單渡線，可用於站前折返。東端設有往返蘿崗車輛段的出入段線，同时设有交叉渡线用於6号线所有运营列车进行站後折返。正線末端預留往東延伸的條件。
另外，本站的卫生间设于月台处往浔峰岗方向的一端。

1号月台全景图

### 出入口
香雪站现时共设有3个出入口。此外，B2出入口亦已建成，但因周邊環境施工而未開放。其中E出入口另配备升降机，方便有需要人士进出车站。E及F出入口均有未編號通道前往銳豐中心；F出入口亦有通道連結有軌電車車站，但此聯絡通道由奥园地产负责部分仍未开始施工，故乘客现时須在F出入口出站後步行前往有軌電車車站。
|                                           |                                                       |      |          | |
| 编号                                      | 设施                                                  | 照片 | 出口指示 | 建议前往的目的地 |
| B1                                        | 盲道标志 · 扶手电梯标志                               |      | 开创大道 | 彩虹一路、荔红二路 公交：地铁香雪站（东行）、荔红二路站                                                                                             |
| B2                                        |                                                       |      |          | （未開放） |
| E                                         | 盲道标志 · 升降机标志 · 无障碍通道标志 · 扶手电梯标志 |      | 荔红二路 | 开创大道 公交：地铁香雪站（西行）、地铁香雪站总站、萝坎村站、黄埔区图书馆（香雪馆）站、萝岗香雪牌坊站                                               |
| F                                         | 盲道标志 · 升降机标志 · 无障碍通道标志 · 扶手电梯标志 |      | 开萝大道 | 开创大道、黄埔区图书馆、廣州市玉岩中學 有轨电车：黄埔有轨1号线、黄埔有轨2号线 地铁香雪站 公交：开创大道（香雪八路路口）站、开萝大道（地铁香雪站）站 |
| 註： 設有 \| 設有 \| 設有 \| 設有扶手電梯 |                                                       |      |          | |

## 接駁交通
香雪站附近设有多个巴士车站，例如地铁香雪站、萝岗香雪牌坊站、萝岗村委站等；此外，乘客还可在此站前往有轨电车地铁香雪站搭乘黄埔有轨1号线和2号线，方便乘客前往黄埔区各地。
| 编号 | 编号 | 线路                  | 线路                  | 线路                  | 收费                  | 备注                  |
| ---- | ---- | --------------------- | --------------------- | --------------------- | --------------------- | --------------------- |
|      | 371  | 科学城彩频路          | ⇆                     | 创盈路西              | 3元                   | 30–60分/班            |
|      | 371A | 已于2024年8月24日停办 | 已于2024年8月24日停办 | 已于2024年8月24日停办 | 已于2024年8月24日停办 | 已于2024年8月24日停办 |
|      | 391A | 开达路北              | ⇆                     | 保利爱特城            | 2元                   |                       |
|      | 395  | 已于2025年3月1日停办  | 已于2025年3月1日停办  | 已于2025年3月1日停办  | 已于2025年3月1日停办  | 已于2025年3月1日停办  |
|      | 571A | 地铁香雪站            | ⇆                     | 新塘（四望岗公园）    | 3元                   |                       |
|      | 946  | 广汕路（科景路口）    | ⇆                     | 南岗                  | 2元                   |                       |
|      | 948  | 萝岗香雪（梅花世界）  | ⇆                     | 华峰寺                | 2元                   |                       |
|      | 夜52 | 地铁香雪站            | →                     | 永和贤江公交总站      | 3元                   | 506路附属线路         |
|      | 夜98 | 地铁香雪站            | →                     | 云埔一路（中一药业）  | 3元                   | 337路附属线路         |

| 编号 | 编号 | 线路                   | 线路 | 线路                   | 收费 | 备注       |
| ---- | ---- | ---------------------- | ---- | ---------------------- | ---- | ---------- |
|      | 327  | 萝岗香雪（梅花世界）   | ⇆    | 长岭路（贤江西）       | 2元  | 20–30分/班 |
|      | 365A | 开萝大道（地铁香雪站） | ⇆    | 地铁镇龙站             | 3元  |            |
|      | 391A | 开达路北               | ⇆    | 保利爱特城             | 2元  |            |
|      | 941  | 云埔一路（中一药业）   | ↻    | 开萝大道（地铁香雪站） | 2元  |            |
|      | 942  | 永和禾丰新村           | ↺    | 开萝大道（地铁香雪站） | 2元  |            |

## 利用状况
香雪站鄰近萝岗的傳統中心，週邊為住宅区和部分商业中心；同时本站附近有多条往云埔工业区、以及增城區永和镇等巴士线路，因此本站主要以附近居民和巴士接驳至本站的居民为主。
每逢冬季香雪梅花盛开的时候，不少市民會在本站转驳巴士等交通工具前往萝岗香雪梅花世界观赏梅花。
由于本站开通时恰逢梅花盛开时期，吸引不少乘客嘗鮮6號線二期同時前往觀賞梅花，車站启用次日即需要实施客流控制，減緩乘客進站速度，而令站內人數維持在安全水平以內。而車站啟用首日客流更高达4.7万人次，成为當日6號線二期新車站的客流之冠。緊隨其後的2017年元旦假期期間，本站亦繼續迎來大批乘客，而需要實施客流控制。

## 車站历史
本站最早出現在2003年的地鐵規劃中，命名為蘿崗新區站，為4號線的北端終點站。2006年，蘿崗區選擇直接通往廣州市區的6號線來連接蘿崗中心區，規劃6號線二期從高塘石站大幅往東延伸，取代4號線開創大道一段，並於本站作為終點站，設於現時位置，並命名為香雪站。2011年6月17日，6號線二期工程正式開工建造。2011年9月，廣州市民政局公示6號線蘿崗段初定站名，本站名稱維持不變。
2016年12月28日，本站随6号线二期开通而启用。